# Derek Bourgeois
Derek Bourgeois (Kingston upon Thames, 16 ottobre 1941 – Poole, 6 settembre 2017) è stato un compositore inglese.
Ha studiato all'Università di Cambridge (laurea e dottorato), è stato due anni al Royal College of Music studiando composizione con Herbert Howells e sotto la supervisione di Sir Adrian Boult.
Dal 1970 al 1984 fu professore di musica alla Bristol University. Divenne direttore del St Paul's Girls School (UK) di Londra. Ha diretto numerose orchestre. Viveva a Maiorca dal 2002, dove si concentrava esclusivamente sulla composizione.
Ha scritto 24 sinfonie, 14 concerti, 7 lavori per coro ed orchestra, 2 opere, un musical, e musica per la televisione. Bourgeois è anche conosciuto per le composizioni per la brass band e wind band, molte delle quali vengono adoperate come testi guida per le gare tra band.

## Curiosità
Derek Bourgeois scrisse tutta la musica per il suo matrimonio. L'ultimo pezzo, in origine chiamato Wedding March ma pubblicato come Serenade, fu scritto adoperando un metro irregolare, proprio per assicurarsi che gli ospiti non cominciassero a marciare uscendo fuori dalla chiesa.